# Heteroserolis pallida
Heteroserolis pallida är en kräftdjursart som först beskrevs av Frank Evers Beddard 1884.  Heteroserolis pallida ingår i släktet Heteroserolis och familjen Serolidae. Inga underarter finns listade i Catalogue of Life.